# 2-butină
2-butina, cunoscută și ca dimetilacetilenă, este o alchină lichida, foarte inflamabilă și reactivă, fiind prima alchina lichida din seria sa omoloagă. Formula sa moleculară este C4H6, iar formula de structură este:
H3C-C≡C-CH3
2-butina este unul dintre cei doi izomeri ai butinei, cealaltă fiind 1-butina.

## Obținere
2-butina se obține în urma reacției dintre propină și iodură de metil:
{\displaystyle {\rm {C_{3}H_{4}+CH_{3}I\rightarrow C_{4}H_{6}+HI}}}

## Notă
1. ↑  „2-butină”, 2-BUTYNE (în engleză), PubChem, accesat în 14 octombrie 2016